# Axonolaimus stomamilivus
Axonolaimus stomamilivus is een rondwormensoort uit de familie van de Axonolaimidae. De wetenschappelijke naam van de soort is voor het eerst geldig gepubliceerd in 1961 door Crites.